# Macarró (espeleotema)

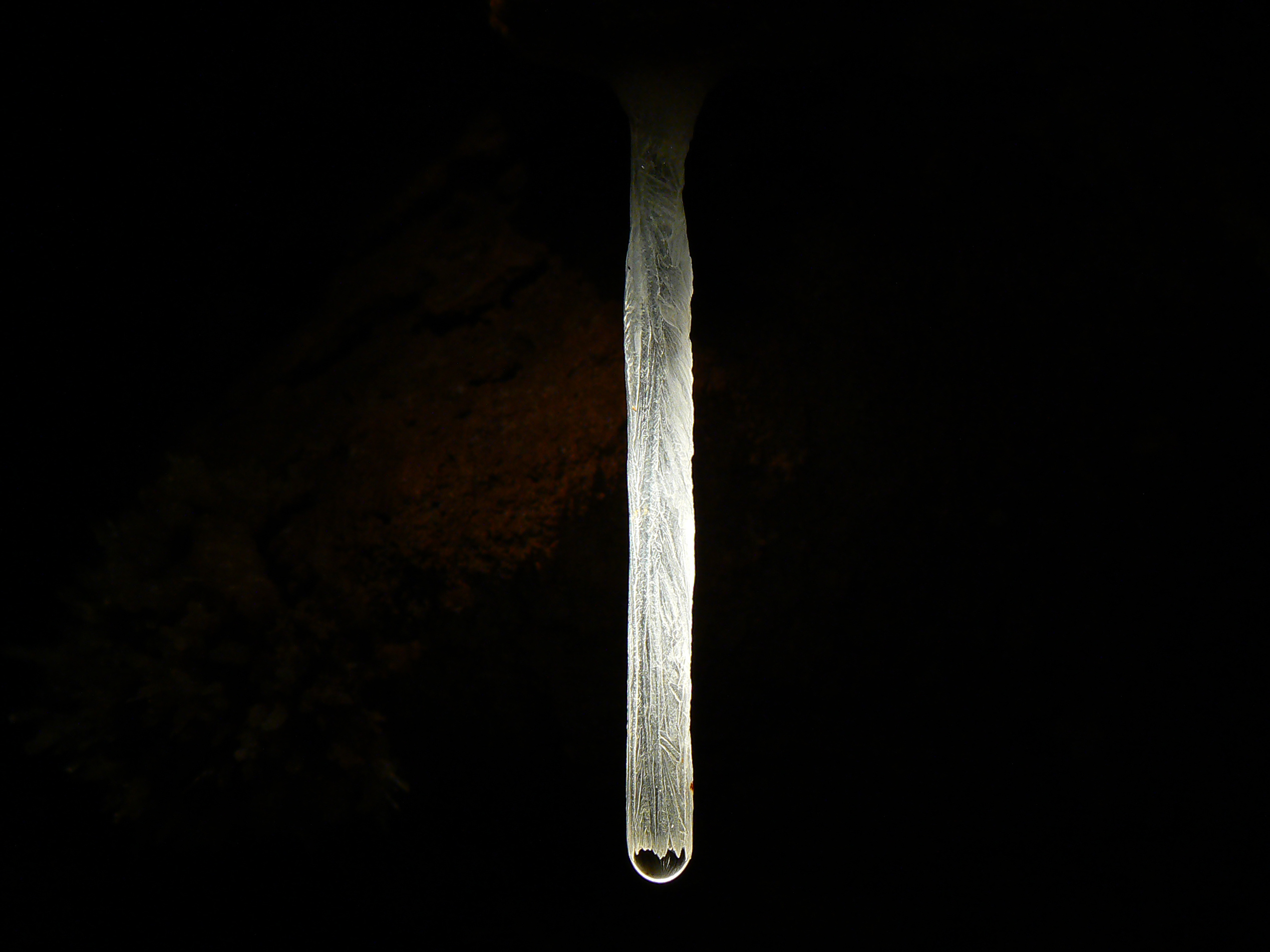
Macarró a la cova de la Clamouse

Un macarró, o estalactita fistulosa, és un espeleotema consistent en una fina i delicada estalactita en el qual no existeix creixement secundari de cristalls perpendicular al canal primari, cosa que passa quan el degoteig de l'aigua és lent però constant. La gruixa no passa habitualment dels 8 mm i la gruixa de les parets oscil·la entre els 0,1 mm i els 0,5 mm, i pot arribar a longituds de diversos metres.